# 프리츠 토트
프리츠 토트(독일어: Fritz Todt, 1891년 9월 4일 ~ 1942년 2월 7일)는 독일의 건축기술자 및 나치의 고위 인물로, 나치당 내각의 군수탄약성 장관을 지냈다. 또한 1938년 아우토반 건설에 참여하였고, 외국인 강제노동 징발 조직인 토트 조직(Organisation Todt)의 창립자이기도 하다. 제2차 세계 대전 중 비행기 사고로 사망하였다.

## 생애

### 생애 초기
토트는 바덴 대공국(오늘날의 바덴뷔르템베르크주) 포르츠하임에서 작은 공장의 공장주인 아버지 밑에서 태어났다. 그는 뮌헨 공과대학교과 카를스루에 공과대학교를 거치며 건축공학 디플롬(Diplom) 학위를 받았다. 이후 뮌헨 공과대학교에서 건축공학박사(Dr.-Ing.) 학위를 받았다.
제1차 세계 대전이 발발하자 소위 계급으로 척탄병 연대의 부관으로 참전하였다가, 1916년 독일 제국 항공대로 전속하였다. 1918년 8월에는 공중전에서 정찰 도중 중상을 입기도 하였고, 철십자 훈장을 수여받았다. 전쟁이 끝난 후 학업을 마치고 처음에는 Grün & Bilfinger AG, Mannheim에 입사했으나 1921년 토목공학 회사인 Sager & Woerner에 입사했다.
1922년 5월 1일 나치당에 입당했다. 1931년에는 에른스트 룀이 지휘하는 돌격대의 상급지도자(Oberführer)가 되었다. 그 해에는 토트가 박사 학위도 완전히 수료하였다.

### 나치 독일 시절
1933년 1월 30일 아돌프 히틀러가 독일의 수상에 임명된 후, 1933년 7월 새로 건설되는 아우토반의 감찰장교(Generalinspektor für das deutsche Straßenwesen)가 되었다. 이후엔 '나치당 내각 공학국 국장'(Leiter des Hauptamts für Technik in der Reichs leitung der NSDAP)이자 '건설산업규제 총국장'(Generalbevollmächtigter für die Regelung der Bauwirtschaft)이 되었다. 토트는 사실상 전권을 부여받아 강한 권한을 가지고 있었으며, 장관에게 대해서도 즉시 답을 해주지 않아도 되었다. 1935년 3월에는 루프트바페의 소장(Generalmajor) 계급을 부여받았다. 그는 아우토반을 건설한 공로로 히틀러에게 독일 국가 과학기술상을 받았다.

### 토트 조직 수립

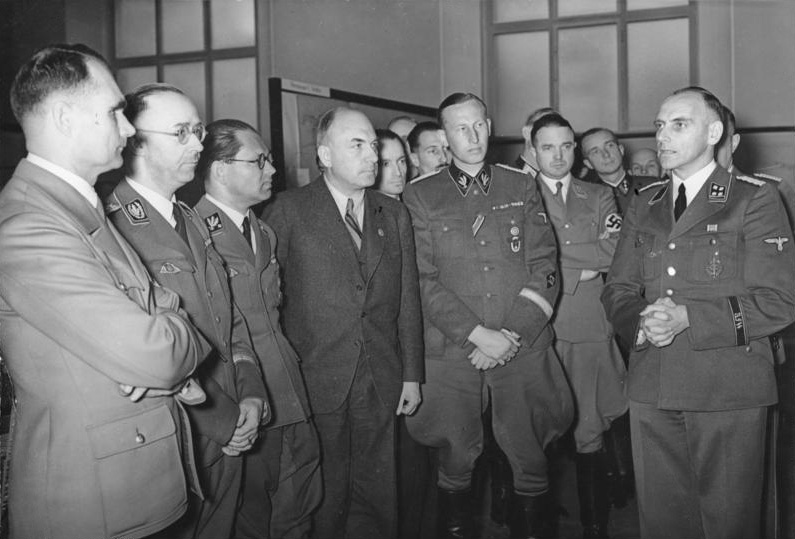
1941년 3월 20일, 왼쪽부터 루돌프 헤스, 하인리히 힘러, 필리프 보울러, 프리츠 토트, 라인하르트 하이드리히가 콘라드 메이어에게 제네날플랜 오스트에 관한 설명을 듣는 모습.

1937년, 토트는 나치 독일의 영토를 방어할 '서부방벽', 지크프리트 선을 건설하기 위하여 정부 기관, 민간 기업, 국가노동청(Reichsarbeitsdienst)을 합친 토트 조직을 수립한다. 1940년 3월 17일에는 독일 군수탄약성 장관에 취임하고, 점령한 서부영토의 토트 조직 노동을 총감독하게 되었다. 1941년 6월 나치 독일이 소련을 침공한 이후에는 점령한 동부 영토의 인프라 재건설을 위해 토트가 파견되었다.

## 같이 보기
- 나치 건축

### 참고 문헌
- Kroener, Bernhard R.(독일어판), Rolf-Dieter Muller, and Hans Umbreit, eds. Germany and the Second World War: Volume 5: Organization and Mobilization of the German Sphere of Power. Part I: Wartime Administration, Economy, and Manpower Resources, 1939-1941 Oxford University Press, (2000)
- Overy, Richard J. (1988). “Mobilization for Total War in Germany 1939-1941."”. 《English Historical Review》 103 (408): 613–639. doi:10.1093/ehr/CIII.CCCCVIII.613. JSTOR 572694.
- Taylor, Blaine. Hitler's Engineers: Fritz Todt and Albert Speer-Master Builders of the Third Reich (Casemate Publishers, 2010)
- Busch, Andreas: Die Geschichte des Autobahnbaus in Deutschland bis 1945. Rockstuhl, Bad Langensalza 2002, ISBN 3-936030-40-5.
- Miller, Michael D.; Schulz, Andreas (2017). 《Leaders of the Storm Troops》 2. Solihull, England: Helion & Company. ISBN 978-1-910777-84-8.
- Schönleben, Eduard(독일어판): Fritz Todt, der Mensch, der Ingenieur, der Nationalsozialist. Ein Bericht über Leben und Werk. Gerhard Stalling, Oldenburg 1943.
- Schütz, Erhard(독일어판), Eckhard Gruber: Mythos Reichsautobahn. 2. Auflage. Links, Berlin 2000, ISBN 3-86153-117-8.
- Franz W. Seidler: Fritz Todt. Baumeister des Dritten Reiches. Ullstein, Frankfurt am Main/Berlin 1988, ISBN 3-548-33095-9.419 pp.
- Adam Tooze: Ökonomie der Zerstörung. Die Geschichte der Wirtschaft im Nationalsozialismus. Siedler, München 2006 (German 2007), ISBN 978-3-88680-857-1. New edition: Schriftenreihe der Bundeszentrale für politische Bildung, vol. 663, ISBN 978-3-89331-822-3. Wieder: Pantheon, München 2008, ISBN 978-3-570-55056-4.